# Felsőörs
Felsőörs község Veszprém vármegyében, a Balatonalmádi járásban. A Balaton-felvidék azon települései közé tartozik, ahonnan – legalábbis a település egy része felől – látni lehet ugyan a Balatont, de saját tóparttal a helység nem rendelkezik. A település Szent István király korától egészen 1946-ig Zala vármegyéhez tartozott.

## Fekvése
Felsőörs a Balaton-felvidék keleti részén fekszik, a Veszprém, Balatonalmádi és Balatonfüred által közrezárt háromszögben, Balatonalmáditól körülbelül 5, Veszprémtől 8, Balatonfüredtől kicsit több mint 12 kilométerre. Különálló, külterületi településrésze Köveskútpuszta, az északnyugati határszéle közelében.
A közvetlenül határos települések: észak felől Szentkirályszabadja, kelet felől Balatonalmádi, délkelet felől Alsóörs, dél felől Lovas, nyugat felől Veszprémfajsz, északnyugat felől pedig Veszprém-Szabadságpuszta. Délnyugat felől pontszerűen érintkezik még a közigazgatási területe Paloznak határszélével is.

### Megközelítése
Főutcája a 7219-es út, amely sok irányváltással, de nagyjából észak-déli irányban húzódik végig a település házai között; ezen érhető el a megyeszékhely és a Balaton (Alsóörs) felől is. Ebbe az útba torkollik bele Balatonalmádi felől, a község délkeleti szélén a 7218-as út, Almádival és a tópart keletebbre fekvő településeivel ez az út kapcsolja össze.
Határszélét nyugaton, néhány kilométeres szakaszon érinti még a 73-as főút, a Nemesvámos-Veszprémfajsz felől idáig húzódó 7302-es út és a kettőt összekapcsoló 73 801-es számú mellékút, délen pedig a 72 116-os számú mellékút is. Köveskútpuszta a 73-as főútról érhető el legegyszerűbben, bár burkolt út vezet oda a 7219-es út felől is.
Vasútvonal nem érinti, a legközelebbi vasúti csatlakozási lehetőségeket Alsóörs vasútállomás vagy Balatonalmádi vasútállomás kínálja a Börgönd–Szabadbattyán–Tapolca-vasútvonalon.

## Nevének eredete
Nevének legelső ismert, írott emléke 1318-ból származik, Superior villa Wrs formában (Csánki III. 89). 1341-ből Kwvagowrs írásmóddal említik (Csánky, ugyanott), 1616-ból egy okirat Fölsö Örs néven említi. További írásformái még a középkor évszázadaiból: Wagowrs (Csánky, ugyanott); 1452: Kewwago Ewrs al. nom. Nag Ewrs (uo.); 1564: Ersy, Zalawege Erssy (L 132. III. 379v, I. 168. D. 19); 1616: Fölsö Örs al. Zalavegh Eörss (L 167. XXX. 101/9).)
A középkorban a mai Balatonalmádi és Paloznak között, a Balaton mellett feküdt az Örs nevű királyi föld, amely már a 13. században három részre vált – a mai Alsóörsre, Felsőörsre és Lovasra. Felsőörs „felső” jelzője helyett a középkorban gyakran olvassuk a „kővágó”, ritkábban a „vágó” jelzőt, mert határában malom- és más kövek készítésére alkalmas kőanyagot fejtettek. Ennek a jelentőségére utal, hogy a 13. század végén „kőhordóút” nevet említenek okleveleink.

## Éghajlat
A Péczeli György meteorológus által kidolgozott éghajlati beosztás szerint Felsőörs magyarországi viszonylatban a mérsékelten hűvös-száraz zónában található. A szélirány jellemzően északnyugati, a téli félévben erős lehet, mivel a völgyek a széliránnyal párhuzamosak. A globálsugárzás átlagos éves összege megközelítően 4650-4700 MJ/m2; az évi átlagos napfénytartam 2000-2020 óra körüli. A Köppen-Geiger klímaosztályozás szerint a település Magyarország nagy részéhez hasonlóan a nedves kontinentális klímatartományba (Dfb) esik. A Balaton-part a település központjától légvonalban 4 km-re húzódik, de a település legtávolabbi pontja sincs a Balatontól több mint 4,5 km távolságra. A változatos terepviszonyok, a tótól való távolság és az égtájak szerinti fekvés a településen belül jelentékenyen módosítja a mezoklimatikus viszonyokat. Ameddig a település déli, üdülőházas övezete a 8A USDA zónát (abszolút évi minimum hőmérséklet: −12.2 °C – −9.4 °C) eléri, a magasabb részek a 7B USDA zónába (abszolút évi minimum hőmérséklet: −15 °C – −12.2 °C) tartoznak. A Bakony viszonylagos közelsége miatt a közeli vármegyeszékhely már a 7A USDA zónában (abszolút évi minimum hőmérséklet: −17.8 °C – −15 °C) található. A településen fellelhetők idősebb európai ciprusok (Cupressus sempervirens) és kisebb fatermetű füge egyedek (Ficus carica). A déli lankákon szőlőművelés folyik, hozzájárulván a mediterrán jelleghez. A légáramlatok a Bakonyon átkelve jellemzően leszálló jelleget mutatnak a Balaton medencéje felé mozogva, így viszonylag kevés csapadék hullik (lee-oldali hatás). A Balaton közelsége és a tó felé nyitott topográfia miatt létezik a parti szél jelensége szélcsendes időben: tavasszal, amikor a lassan felmelegedő víztömeg még hűti a medence légtömegét, a szárazföld viszont már jelentősen felmelegedett a napsugárzás hatására, a szél a part irányába fúj. Ősszel, az első hidegfrontok betörése után lehűlt levegő miatt a szárazföld relatíve hidegebb, mint a még meleg víz által melegített tómedence feletti levegő. Ilyenkor a parti szél a tó irányba fúj az egyébként szélmentes időben. A parti szélnek ezen kívül létezik még napszaki ritmusa is. A téli félév erős, a Bakony irányából érkező szelei a tó hőmérséklet-kiegyenlítő hatását jelentősen csökkentik. Szélmentes őszi, téli időben gyakori a ködképződés.
| Hónap | Jan. | Feb. | Már. | Ápr. | Máj. | Jún. | Júl. | Aug. | Szep. | Okt. | Nov. | Dec. | Év   |
| --- | ---- | ---- | ---- | ---- | ---- | ---- | ---- | ---- | ----- | ---- | ---- | ---- | ---- |
| Átlagos max. hőmérséklet (°C) | 2,4  | 4,7  | 9,5  | 15,8 | 21,0 | 24,2 | 26,6 | 26,3 | 20,9  | 15,3 | 8,3  | 2,9  | 14,9 |
| Átlaghőmérséklet (°C) | 0,0  | 1,4  | 5,6  | 11,3 | 16,2 | 19,5 | 21,7 | 21,2 | 16,4  | 11,2 | 5,6  | 0,8  | 11,0 |
| Átlagos min. hőmérséklet (°C) | −2,3 | −1,8 | 1,9  | 6,9  | 11,5 | 14,9 | 16,8 | 16,3 | 12,2  | 7,4  | 3,0  | −1,2 | 7,2  |
| Átl. csapadékmennyiség (mm) | 30   | 28   | 31   | 39   | 60   | 57   | 52   | 62   | 63    | 48   | 48   | 38   | 554  |
| Forrás: KNMI Climate Explorer. Határoló koordináták:46.75-47.25 É; 17.75.18.25 K; Időszak: 1986-2015; Az értékek mint havi átlag, havi maximum, havi minimum és havi átlagos összegként értendők |      |      |      |      |      |      |      |      |       |      |      |      |      |

## Geológiája
A Felsőörs területén fellelhető kőzetek nagy része a földtörténeti középkor triász időszakában képződött, tengeri környezetben. Felsőörs legdélibb területein megtalálható a felső perm időszak folyóvízi üledéke, a Balaton-felvidéki homokkő formáció, mint a földtörténeti ókor egyetlen képviselője. A perm–triász kihalási esemény idején képződött üledékek rosszul feltártak a település szűkebb környezetében, legközelebb Balatonalmádi és a Balatonfüred részét képző Balatonarácson tanulmányozhatók. Az erre települő arácsi márga formáció a Lovasi-séd völgyét kísérő műút bevágásában vehető szemügyre. Az üledék jellegzetes kagylói a Claraia-félék, melyek a tömeges fajpusztulás után létező túlélő fauna tagjai voltak. Ugyanebben a sorozatban lencseszerű halmazokban (tafocönózis) néhol kisebb tengeri csigák összesodrott vázai is megfigyelhetők. A formáció a lassan rejtő perm időszaki árapálysíkság triász eleji elöntésével kialakult enyhén lejtő tengeri rámpán jött létre. A nyílt tengertől ezt a víztömeget feltehetően turzások választották el, az izoláció azonban nem volt teljes, amire a fauna megléte is utal.
Északi irányba haladva a rétegek tovább fiatalodnak. A hidegkúti dolomit formáció kőzete parti lagúna- (ún. szabkha-) jellegű árapálysíkságon jött létre, ahol a lagúnák vize a tengertől elválasztva túlságosan nagy koncentrációban tartalmazott sókat ahhoz, hogy azt az élőlények elviseljék. A Miske-sziklától kissé délre olyan kőzetsorozat is megfigyelhető, ahol a sók (pl. kálium-klorid, anhidrit) másodlagos kioldódásával képződött üregek látszanak a kőzetben (méhsejtes szerkezet). Az ősföldrajzi és klimatikus viszonyok a mai Perzsa-öbölére emlékeztethettek ebben a korban. A dolomitra újra nyíltabb tengerben leülepedett kőzetek települnek, ez a csopaki márga formáció. A formáció tengeri puhatestűek, elvétve ammoniteszek – pl. Tirolites, gyakrabban kagylók, pl. Costatoria costata, Bakevellia fajok – fosszíliáit tartalmazza. Ebben a formációban viharüledékek is megfigyelhetők.

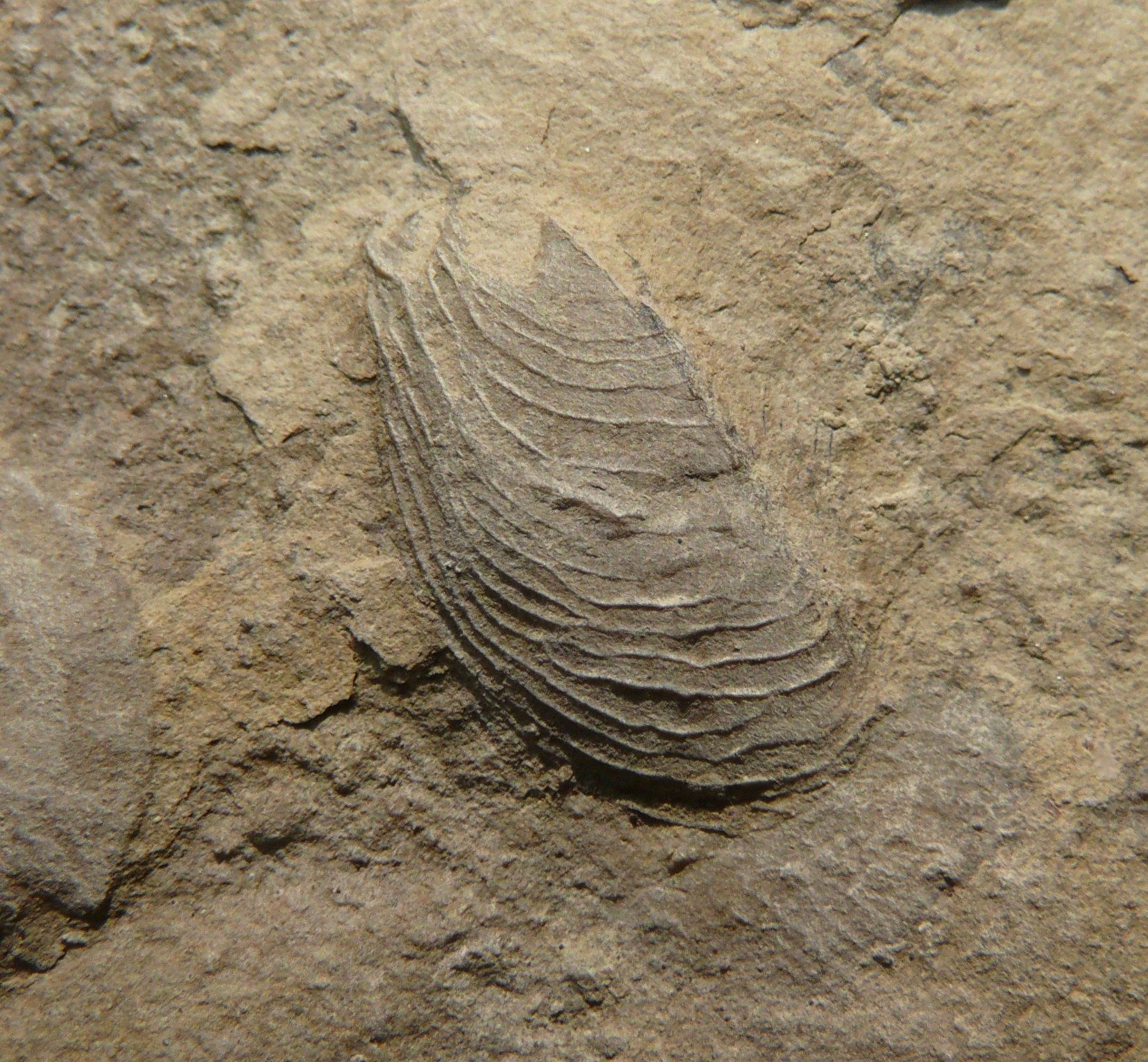
Bakevellia kagyló

A soron következő aszófői dolomit és az iszkahegyi mészkő formáció rétegei a Királykúti- és Malom-patak összeömlésének magasságában majdnem függőleges helyzetbe pikkelyeződtek fel a későbbi tektonika hatására. Ezek az általában jól rétegzett, részben árapálysíksági, részben lagunáris üledékek a nyílt tengeri kapcsolat ismételt elvesztését, a terület feltöltődését jelzik. Néhol férgek mászásnyomai (nyomfosszíliák) nagy mennyiségben figyelhetők meg az iszkahegyi mészkő formációban. Feltehetően a nyílt tengerrel való kapcsolatok javulása idején képződött ez a rétegsori változat. A bioturbált rétegek elvesztették rétegzettségüket az üledékfaló, beásódó szervezetek tevékenysége következtében. Az erre következő megyehegyi dolomit formáció nem tartalmaz makrofosszíliákat, egy egységes karbonátplatformon képződött a korábbi rétegekhez hasonlóan. Általában elmondható, hogy az eddig említett kőzetek esetén a dolomitok lagúnákban és/vagy szabkhán, a mészkő formációk a nyílt tengerben jöttek létre a nagyon kiegyenlített topográfiájú egykori síkságon.
A középső triász időszakban a karbonátplatform a Tethys-óceán keletről nyugatra terjedő felnyílásának következtében feldarabolódott, aminek következményeként kiemelkedett és lesüllyedt blokkok mozaikja alakult ki. Felsőörs akkoriban egy lesüllyedt blokk volt. a tektonikához vulkanizmus is társult, ezek a rétegek a Forrás-hegyi védett feltárásban megtekinthetők. A távoli vulkánok hamuja nagy mennyiségben halmozódott fel a tengerfenéken. A viszonylag mély, jól szellőzött tengerben nagy számban éltek ammoniteszek, a tengerfenéken pedig tengerililiomok és pörgekarúak táplálkoztak. A Forrás-hegyi tanösvény ennek a kornak a kőzeteit mutatja be. A tenger mélyülése folytatódott, a buchensteini mészkő formáció nem gazdag ősmaradványokban, a mélytengeri körülmények között kovaiszap rakódott le.

## Története
A hely legkorábban 1269-ben tűnik fel, és már ekkor állott benne az a kőből épült palota, melynek helyét „Miske palotája” néven a helyi lakosság ma is ismeri. 1301. április 9-én a bakonybéli apát és konvent eladta felső- és alsóörsi szőlőjét, mert ottani jobbágyaik és szőlőmíveseik Csák nembéli Márk fia István és rokonai, báró Cseszneki Jakab fiai garázdálkodásai folytán annyira elszegényedtek, hogy e vidéket otthagyni és a szőlőmívelést beszüntetni kényszerültek.
Legrégebbi birtokosai az Örsi-, későbbi nevükön a Batthyány és a Fajszi Ányos családok tagjai. Ez a két család alapította a felsőörsi világi prépostságot Mária Magdolna tiszteletére. A Felsőörsi prépostsági templom alapításának pontos ideje ismeretlen, feltehetőleg a XII. sz. végén történt. Prépostja látta el a település plébánosi teendőit is. A prépostság kegyura folyamatosan a Batthyány család volt.
A falu birtokosa volt a prépostság, de jelentékeny részét birtokolta a veszprémi káptalan is – egészen a jobbágyfelszabadításig – de birtokaik voltak az Ányos, a Babocsai, a Tallián és más kisebb nemes családoknak is. (A középkorból eredő kuriális rétege is volt: 1700-ban 3 nemesi telek, 1769-ben 7 nemesi család is lakta.)
A tatárjárás Balaton-környéki, jelentősebb pusztításairól nem tudunk. A török korból ismereteink már bővebbek.
- 1546-ban a település lakatlan,
- 1548-ban egy részét a török,
- 1568-ban pedig Szécsényi Mihály égette fel.
- Közben 1566-ban leégett 12 portája.
- A törökök 1572-ben és 1573-ban ismét felégették,
- 1576-ban is lakatlan a töröktől való félelem miatt.
- 1583-ban a veszprémi kapitány hatalmaskodott a falun.

A település 1563-1566, 1613 és 1629. években, valamint a XVIII. sz. második felében a töröknek alávetett. 1634-ben Lippay György veszprémi püspök sümegi zsoldosai fosztják ki. Olyan nagy a pusztulás, hogy a Berkenyemál szőlővidék 1606-ban teljesen kipusztult.
A falu életében kritikus időszak volt a törökök Bécs alá vonulása is. Menekült előle a nép, sokan a felsőörsi templomban húzódtak meg.
1711-ben pestisjárvány pusztított.
A népesedési és gazdasági helyzet csak 1720 után kezdett javulni, ekkor viszont az ellenreformáció akciói, a templom elvétele a reformátusoktól és ezek vallásgyakorlásának a megakadályozása zavarta meg a békés életet. Nagy összeütközések voltak a vallásgyakorlás miatt a reformátusok és a mindenkori prépost között. Lakosságának többsége 1773-ban is református. 1634-ben a prépostot a reformátusok megverték, amiből nagy bonyodalmak származtak. A prépostsági templom elpusztult, 1736-ban hozatta rendbe Bíró Márton veszprémi püspök, aki egyben eltiltotta a reformátusokat attól is, hogy saját templom építsenek.
A káptalan és jobbágyai között 1727-ben kelt az első szerződés, amely a terhek lényeges emelkedését jelentette. További szabályozási okiratok 1753, 1758, 1760 és 1767. évekből maradtak ránk.
Felsőörs a 19. és a 20. században azon ritka Balaton-felvidéki községek sorába tartozott, amelynek a népessége – az 1890-1900 közötti időszakot kivéve – nem csökkent, hanem folyamatosan növekedett. E fejlődésben nagy szerepe volt Veszprém közelségének, amely közeli piacával lehetővé tette a felsőörsi termékek értékesítését, ugyanakkor a veszprémiek érdeklődése nemcsak Almádi, hanem Felsőörs felé is megélénkült. A fejlődés szempontjából nem jelentéktelen az sem, hogy a határban már 1832-ben működött egy kő(márvány)bánya, amelynek anyagából ajtó- és ablakköveket, valamint sírkereszteket készíthettek. Emellett az urasági szőlőkben a lakosság mindig kapott munkát.
A 20. században a környékbeli iparosítás következtében a lakosság foglalkozás szerint nagy mértékben átrétegeződött. Amíg a II. világháború előtt a lakosság szinte teljesen helyben kereste megélhetését, addig a század utolsó 20 esztendejében a vándorlás felgyorsult, sok felsőörsi járt rendszeresen a balatonfűzfői, balatonfüredi, veszprémi üzemekbe és más munkahelyekre. 1970-ben a lakosság 67,3%-a már nem mezőgazdaságból élt.
Az itt ingatlannal rendelkező, nem helybéli lakosok száma 1945 után tovább fokozódott, parcellázások során jelentős üdülő(zártkerti)-építkezés indult meg a község határában. 1976-ban a település 1097 ingatlantulajdonosa közül már 684 nem helybeli lakos volt.
Felsőörs területéből 1951-ben 41 katasztrális holdat Balatonalmádihoz csatoltak. Az átcsatolás 102 főt is érintett.
Felsőörs korábban az Alsóörs székhellyel működő közös községi tanácshoz tartozott, ma önálló községi önkormányzati testülete és -hivatala van.

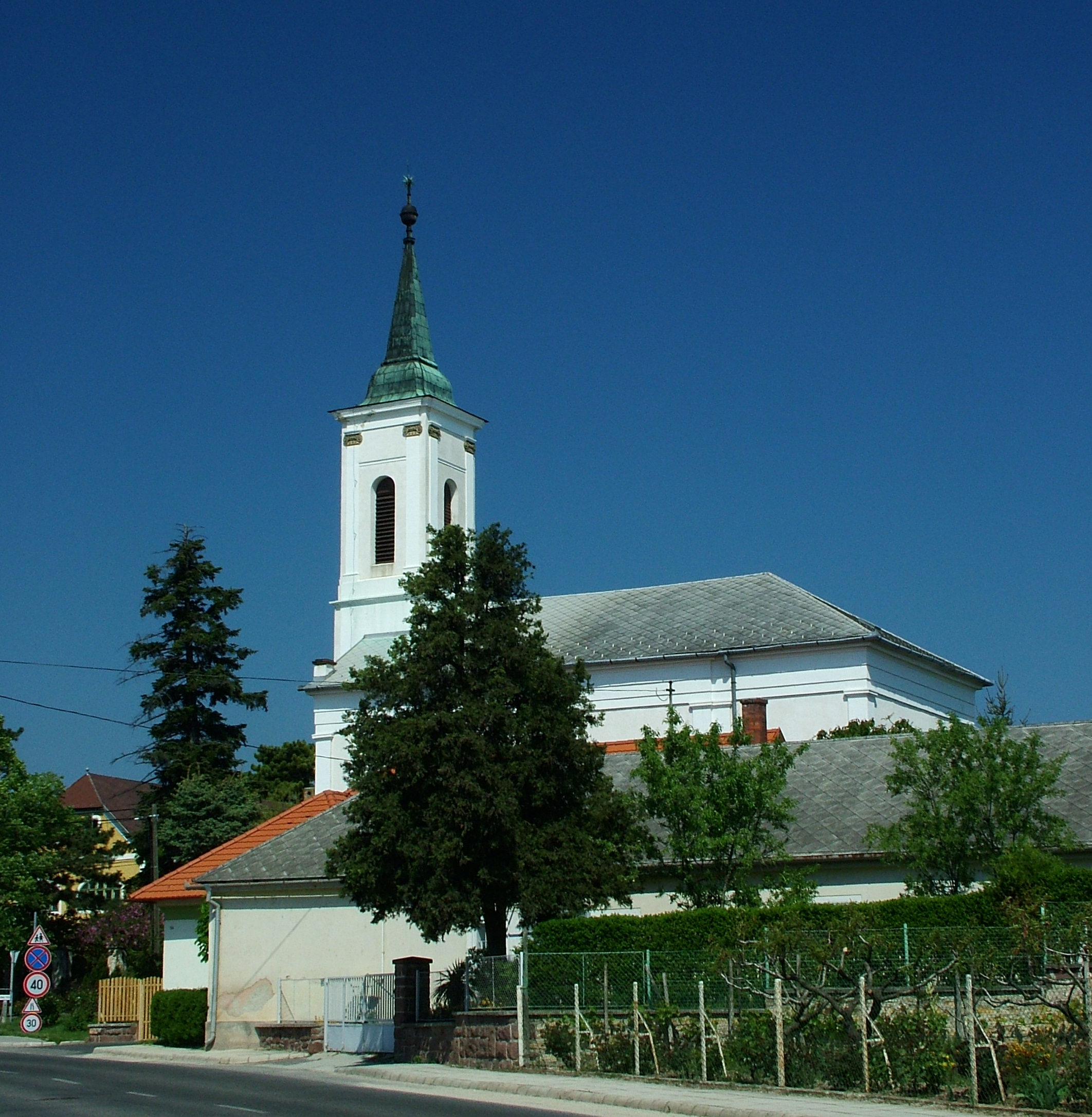
Felsőörs református temploma

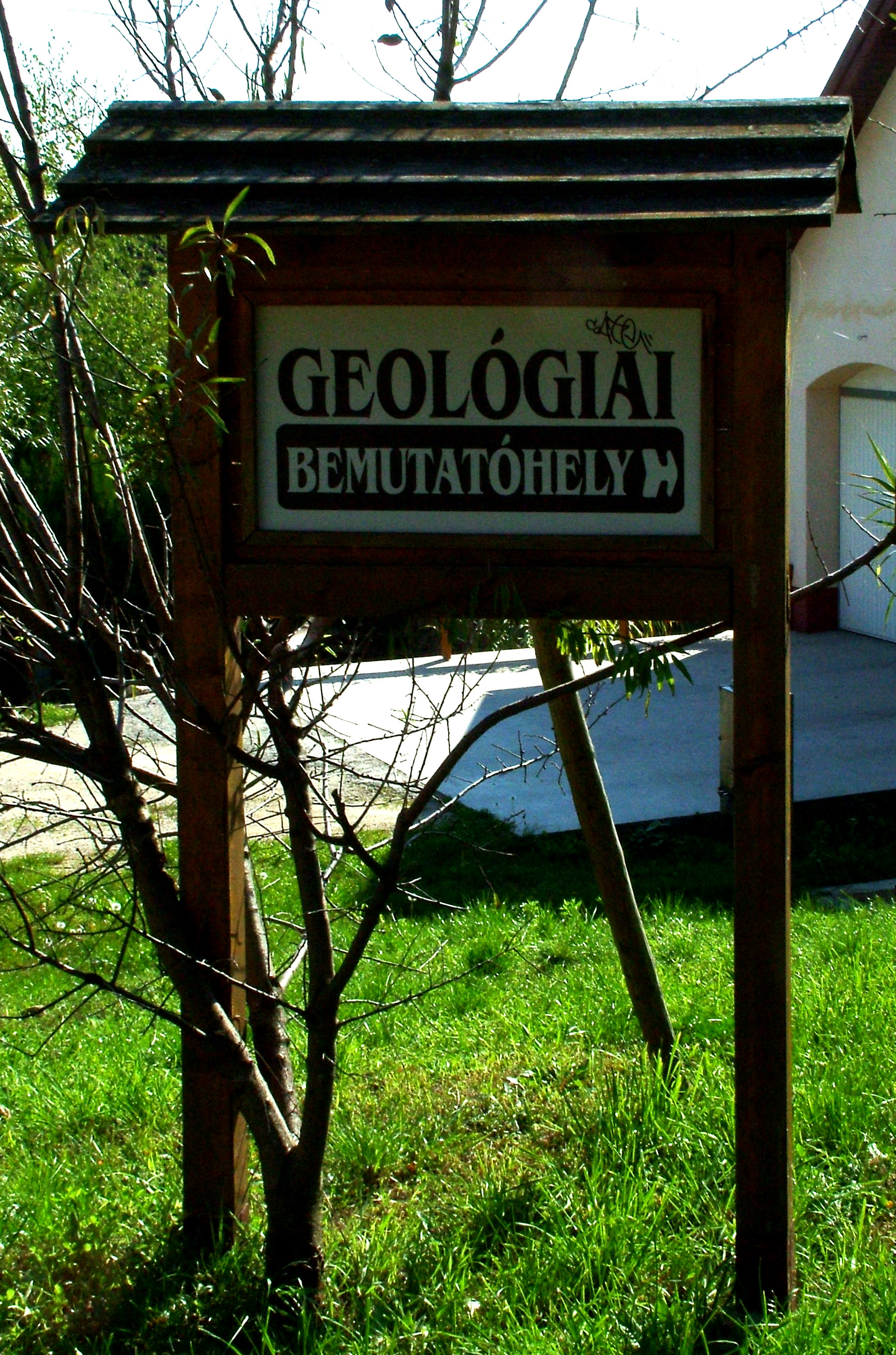
Geológiai bemutatóhely

## Közélete

### Polgármesterei
- 1990–1993: Podmaniczki Gyula (független)[3]
- 1993–1994: Angyal István (független)[3]
- 1994–1996: Angyal István (független)[4]
- 1996–1998: Kenézné Berei Györgyi (független)[5]
- 1998–2002: Kenézné Berei Györgyi (független)[6]
- 2002–2006: Kenézné Berei Györgyi (SZDSZ)[7]
- 2006–2010: Kenézné Berei Györgyi (SZDSZ)[8]
- 2010–2014: Szabó Balázs (KDNP)[9]
- 2014–2019: Szabó Balázs (Fidesz-KDNP)[10]
- 2019–2024: Szabó Balázs (Fidesz-KDNP)[11]
- 2024– : Lengyel Kálmán (független)[1]

## Népesség
A település népességének változása:
| Lakosok száma | 1591 | 1609 | 1631 | 1999 | 2039 | 2069 | 2081 |
|               | 2013 | 2014 | 2015 | 2021 | 2022 | 2023 | 2024 |

A 2011-es népszámlálás során a lakosok 86,4%-a magyarnak, 2,8% németnek, 0,3% románnak mondta magát (13,1% nem nyilatkozott; a kettős identitások miatt az végösszeg nagyobb lehet 100%-nál). A vallási megoszlás a következő volt: római katolikus 41,5%, református 11,2%, evangélikus 1,5%, görögkatolikus 0,3%, felekezeten kívüli 17,7% (25,8% nem nyilatkozott).
2022-ben a lakosság 89,7%-a vallotta magát magyarnak, 2,4% németnek, 0,5% cigánynak, 0,2% szlovénnek, 0,1% románnak, 0,1% szerbnek, 5,1% egyéb, nem hazai nemzetiségűnek (9,8% nem nyilatkozott; a kettős identitások miatt a végösszeg nagyobb lehet 100%-nál). Vallásuk szerint 33,9% volt római katolikus, 10,2% református, 1,5% evangélikus, 0,1% görög katolikus, 0,9% egyéb keresztény, 0,4% egyéb katolikus, 13,5% felekezeten kívüli (39,1% nem válaszolt).

## Nevezetességek
- Felsőörsi prépostsági templom (Árpád-kori)
- Prépostsági épület (1748)
- Felsőörs Forrás-hegyi geológiai bemutatóhely
- Keöves-kúria (1792)
- Református templom
- Öreg-hegy Korpádi dűlőben: Római kori villamaradványok
- Lovasi őskőkori festékbánya régészeti lelőhelye (amely Felsőörsről, dűlőúton közelíthető meg)

## Képek

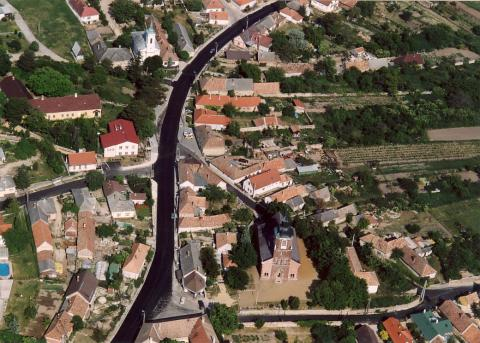
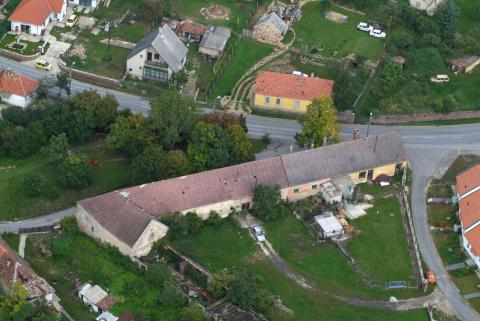
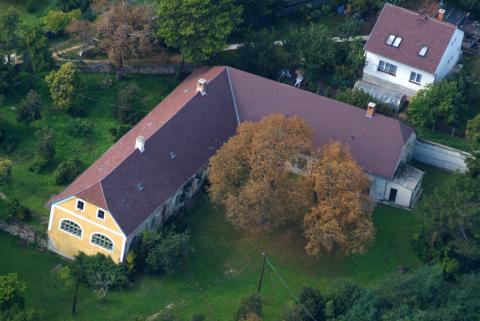
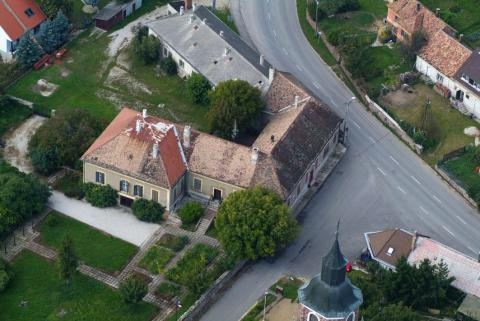
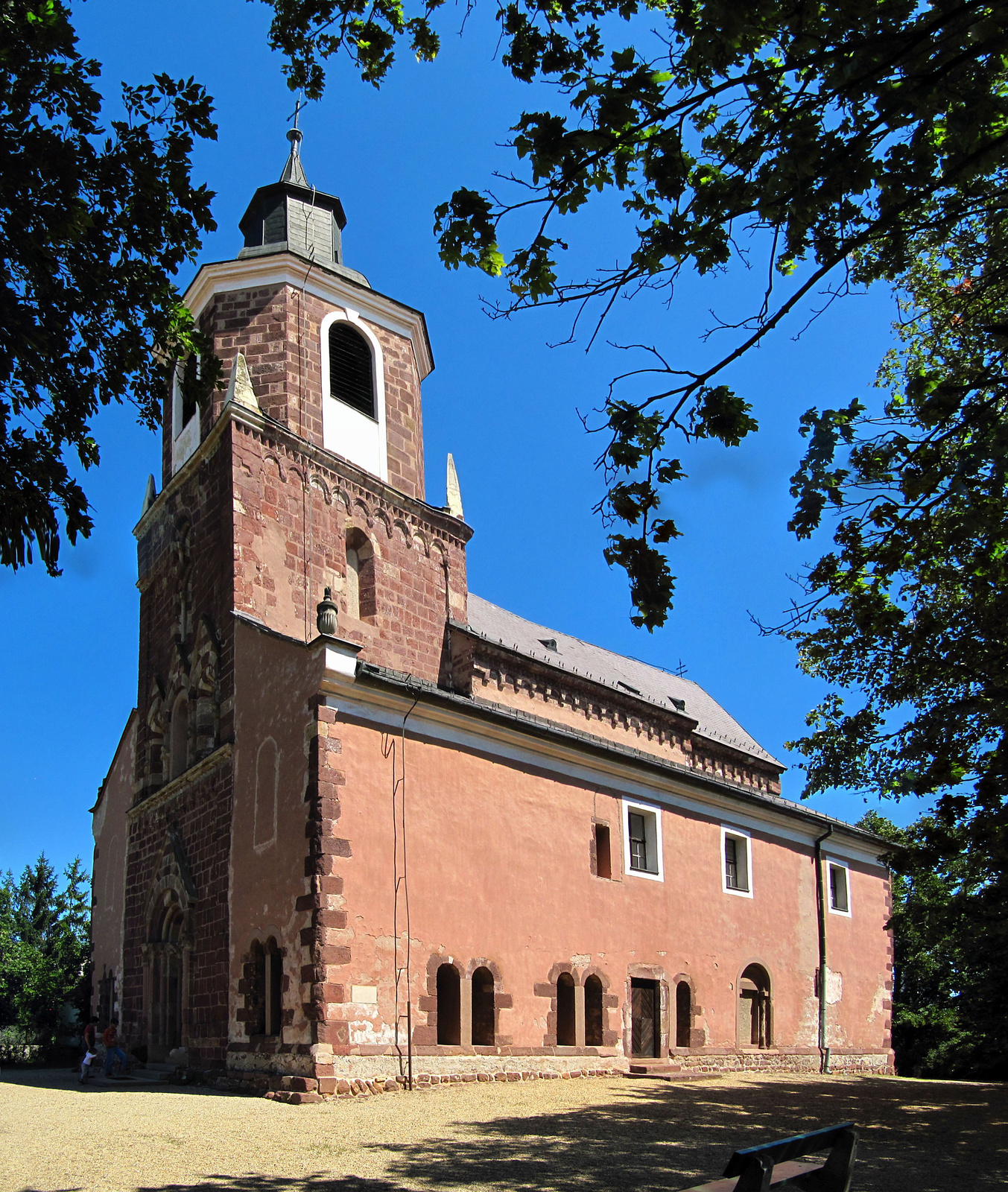